# آلاتیر (شهر)
شهر آلاتیر (به روسی: Алатырь) در کشور روسیه و در جمهوری چواشستان واقع شده‌است.